# Otto Richter (Jurist, 1854)

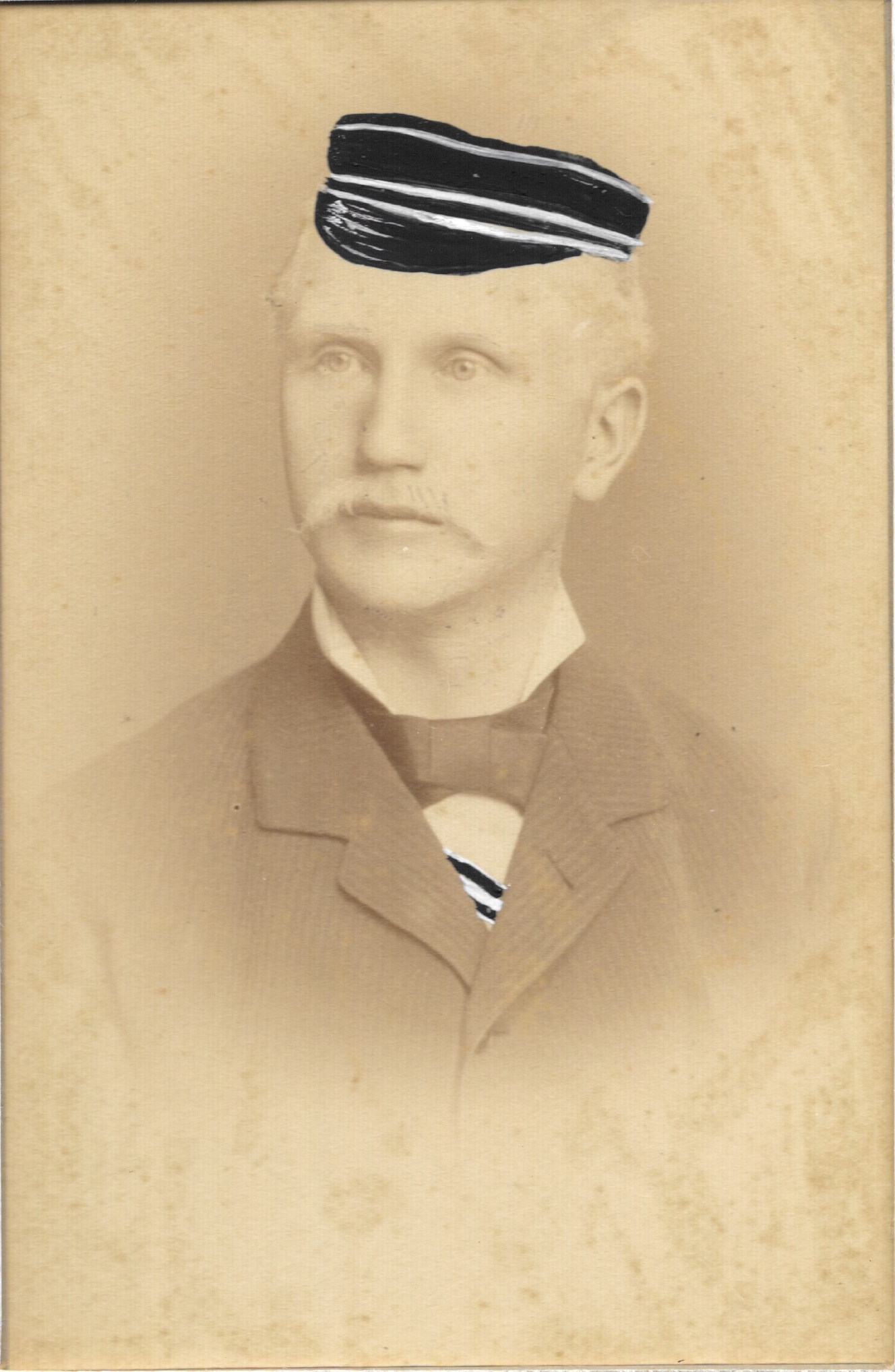
Otto Richter als Mitglied des Corps Verdensia

Otto Richter (* 14. Mai 1854 in Magdeburg; † 24. Juni 1933) war ein deutscher Rechtswissenschaftler.

## Leben
Richter studierte an der Georg-August-Universität Göttingen Rechtswissenschaft. 1873 wurde er Corpsstudent bei Verdensia. Nach den Examen trat er in den Justizdienst des Königreichs Preußen. Er kam zum Kaiserlichen Statistischen Amt und wurde Professor an der Friedrich-Wilhelms-Universität Berlin. Er widmete sich dem Arbeitsrecht, dem Handelsrecht, der Kriminalstatistik und der Arbeiterschutzgesetzgebung. 1922 erhielt er das Band des Corps Hercynia Göttingen.